# White Zombie (gruppo musicale)
I White Zombie sono stati un gruppo industrial metal statunitense, attivo dal 1985 fino al 1998.

## Storia dei White Zombie
I primi successi sono stati ottenuti con l'album del 1992 La Sexorcisto: Devil Music, Vol. 1 e in particolare con il singolo Thunder Kiss '65, che è stato inserito al 32º posto della classifica "VH1 40 Greatest Metal Songs" ed è presente nel film Svalvolati on the road. Il loro successo proseguì con l'album Astro-Creep: 2000, dove schizzò nelle vette delle classifiche mondiali il singolo More Human Than Human. Nel 1996 quest'album venne remixato sotto il nome di Supersexy Swingin' Sounds, ultimo album del gruppo; infatti Rob Zombie, leader del gruppo, nel 1998 lo sciolse per intraprendere una carriera solista che gli avrebbe poi portato un maggiore successo, esordendo tra l'altro come regista. Il gruppo è noto anche per la forte influenza che ha esercitato su gruppi nu metal come Coal Chamber, Powerman 5000 e Slipknot.

## Formazione
Ultima
- Rob Zombie – voce (1985–1998)
- Sean Yseult – basso (1985–1998)
- Jay Yuenger – chitarra (1989–1998)
- John Tempesta – batteria, percussioni (1994–1998)

Ex membri
- Ena Kostabi – chitarra (1985–1986)
- Tim Jeffs – chitarra (1986)
- Tom Five – chitarra (1986–1988)
- John Ricci – chitarra (1988–1989)
- Peter Landau – batteria, percussioni (1985–1986)
- Ivan de Prume – batteria, percussioni (1986–1992)
- Phil Buerstatte – batteria, percussioni (1992–1994)

## Discografia

### Album in studio
- 1987 - Soul-Crusher
- 1989 - Make Them Die Slowly
- 1992 - La Sexorcisto: Devil Music, Vol. 1
- 1995 - Astro-Creep: 2000

### EP
- 1985 - Gods on Voodoo Moon
- 1986 - Pig Heaven
- 1987 - Psycho-Head Blowout
- 1989 - God of Thunder

### Album di remix
- 1992 - Nightcrawlers: The KMFDM Remixes
- 1996 - Supersexy Swingin' Sounds

### Raccolte
- 2008 - Let Sleeping Corpses Lie
- 2016 - It Came from N.Y.C.